# Kendra Morris
 (octobre 2014).
Si vous disposez d'ouvrages ou d'articles de référence ou si vous connaissez des sites web de qualité traitant du thème abordé ici, merci de compléter l'article en donnant les références utiles à sa vérifiabilité et en les liant à la section « Notes et références ».
Pour les articles homonymes, voir Morris.
Kendra Morris, née le 10 avril 1981, est une chanteuse et compositrice installée dans la ville de New York (originaire de St. Petersburg en Floride).
Elle a été candidate pour l'émission de télé-réalité Redemption Song sur la chaine payante Fuse TV. Elle signe avec le label Wax Poetics et sort en 2011 sa première chanson intitulée Concrete Waves (plus tard reprise par le DJ Premier). Toujours en 2011, Kendra joint Dennis Coffrey dans une tournée dans le rôle du chant.
Son premier album, Banshee,, est sorti en août 2012. En 2013, sa reprise de Shine On You Crazy Diamond est utilisé pour la bande annonce du film Dead Man Down. L'utilisation de la musique a été bien accueillie, avec Movieline la qualifiant de « quelque chose d'incroyable », ScreenCrush dit d'ailleurs qu'elle prête au film « une grandeur étrange et belle » et BuzzSugar dit que cette chanson « puissante » est ce qui a permis à la bande-annonce de faire parler d'elle. La chanson de Kendra Banshee a été utilisée en 2013 pour la série télévisée dramatique Ray Donovan. Cette chanson est apparue à la fin de l'épisode intitulé Fite Nite.

## Discographie

### Albums
- 2010 : Kendra Morris
- 2012 : Banshee (Wax Poetics Records)
- 2013 : Mockingbird (Wax Poetics Records)
- 2022 : Nine Lives (Karma Chief Records / Colemine Records (en))[4]
- 2023 : Babble (Karma Chief Records / Colemine Records (en))[5]
- 2023 : I Am What I’m Waiting For (Karma Chief Records / Colemine Records (en))[6]

### Singles
- 2011 : Concrete Waves (Wax Poetics Records)